# Ayumi Tanimoto
Ayumi Tanimoto (em japonês: 谷本 歩実; Anjo, 4 de agosto de 1981) é uma judoca do Japão.
Tanimoto conquistou o bicampeonato olímpico na categoria até 63 kg, nos Jogos Olímpicos de Atenas em 2004 e nas Olimpíadas de Pequim em 2008.
Em setembro de 2005, ela ganhou a medalha de prata no Campeonato Mundial de Judô, no Cairo, Egito, seu melhor resultado nessa competição.

## Resultados
- Ouro nos Jogos Olímpicos de Verão de 2004 e 2008;
- Ouro nos Campeonatos Asiaticos de Judô de 2001 e 2004;
- Prata no Campeonato Mundial de Judô de 2005;
- Bronze nos Campeonatos Mundiais de Judô de 2001 e 2007.[1]